# Нова Муданија
Нова Муданија (грч. Νέα Μουδανιά, Неа Муданија) је град у Грчкој, на полуострву Халкидики. Нова Муданија припада округу Халкидики у оквиру периферије Средишња Македонија, где је седиште општине Нова Пропонтида.
Данас је Нова Муданија познато летовалиште на Халкидикију. Овде летује сваке године и много туриста из Србије.

## Положај
Нова Муданија се налази на западној обали Халкидикија, у Солунском заливу, делу Егејског мора. Окружење града је равничарско и плодно.

## Историја
Насеље је новијег датума. На подручју некадашње рибарске лучице Карги Лиман основали су га Грци, прогнаници из истоименог града Муданија (тур. Mudanya), у заливу Гемлик, на јужној обали Мраморног мора, данас у Турској у близини Бурсе, исељени у Грчку после Грчко-турског рата (1919—1922).

## Становништво
У последњим пописима кретање становништва насеља Нова Муданија било је следеће:
| 1991. | 2001. | 2011. | 2021.  |
| ----- | ----- | ----- | ------ |
| 4.403 | 6.475 | 9.342 | 10.042 |